# Краљ Чачка
Ненад Марић (Чачак, 1979), познатији као Краљ Чачка, српски је кантаутор, сликар и песник.

## Биографија
Рођен је у Чачку, али пуну стваралачку афирмацију доживео је у Београду, где се преселио са почетком студирања. Дипломирао је 2006. на Факултету ликовних уметности у Београду. До сада је одржао неколико изложби својих сликарских радова. Још у средњој школи имао је свој бенд, али тек око 2000. године започео је кантауторску каријеру под псеудонимом Краљ Чачка. Његови музички почеци били су везани за разне београдске клубове. У бенду са којим наступа свира и његов рођени брат Марко Марић.
Краљ Чачка је свој први званични сингл представио 2. новембра 2014. године — у питању је била песма Мој аватар. Објавио је три музичка албума: Земља снова (2016), Спусти светлост на пут (2018) и The Final Adventure of Kaktus Kid (Original Soundtrack) (2020) — сва три у издању Поп депресије. Збирку поезије На маргини објавио је 2016. године за издавачку кућу Лом.
Године 2017. добио је Награду Струне од светла, која се додељује за посебан допринос афирмацији песничке речи у рок и блуз музици.
Током 2019. године, заједно са братом Марком, компоновао је музику за филм Реална прича.
У децембру 2022. представио је видео-сингл Земља није мој дом. Песма је настала још крајем 2019. и насловљена је исто као и изложба Марићевих цртежа која је у лето те године била постављена у Дому омладине Београда. Исти наслов понела је и друга збирка Марићеве поезије, коју је почетком 2023. објавила издавачка кућа Либерланд арт. У производњи Радио-телевизије Србије, снимљен је и документарни филм Земља није мој дом, који говори о овом кантаутору и члановима његове групе. Филм је први пут приказан 7. октобра 2023. у Центру за културу Влада Дивљан, а телевизијску премијеру је имао 20. новембра исте године на каналу РТС 1.

## Дискографија

### Студијски албуми
- Земља снова (2016)
- Спусти светлост на пут (2018)
- Добро јутро, људи! (2025)

### Саундтрек албуми
- (2020)

## Збирке поезије
- На маргини (2016)
- Земља није мој дом (2023)

## Награде и номинације
- Награда Струне од светла

| Година | Категорија                                                    | Исход    | Изв.  |
| ------ | ------------------------------------------------------------- | -------- | ----- |
| 2017.  | Посебан допринос афирмацији песничке речи у рок и блуз музици | Освојено | [ 7 ] |

- Награда Милан Младеновић

| Година | Номиновано дело                      | Исход      | Изв.   |
| ------ | ------------------------------------ | ---------- | ------ |
| 2021.  | Обрнути ред ствари (са Нином Бајсић) | Номинација | [ 15 ] |

- Награде Годум

| Година | Категорија            | Номиновано дело | Исход    | Изв.   |
| ------ | --------------------- | --------------- | -------- | ------ |
| 2023.  | Награда за поп музику | —               | Освојено | [ 16 ] |

- Годишње награде Југословенског драмског позоришта

| Година | Категорија         | Номиновано дело           | Исход    | Изв.   |
| ------ | ------------------ | ------------------------- | -------- | ------ |
| 2025.  | Музика у представи | Михаел Колхас (представа) | Освојено | [ 17 ] |

| Година | Категорија      | Номиновано дело                                    | Исход      | Изв.   |
| ------ | --------------- | -------------------------------------------------- | ---------- | ------ |
| 2022.  | Фјужн видео     | Воз влак (са Нином Бајсић)                         | Номинација | [ 18 ] |
| 2024.  | Анимирани видео | Земља није мој дом (аутор спота: Драгомир Николић) | Освојено   | [ 19 ] |
| 2024.  | Најбољи видео   | Земља није мој дом                                 | Номинација | [ 20 ] |